# Mahlen
Mahlen è una frazione (Ortsteil) del comune di Eystrup, nel land della Bassa Sassonia, in Germania.

## Storia
Già comune autonomo nel circondario della contea di Hoya, fu soppresso e incorporato a Eystrup il 1º marzo 1974.